# Frances Rivett-Carnac
Frances Clytie Rivett-Carnac (* 16. Mai 1874 in Port Elizabeth, Südafrika als Frances Greenstock; † 1. Januar 1962 in London) war eine britische Seglerin.

## Erfolge
Frances Rivett-Carnac wurde 1908 in London bei den Olympischen Spielen in der 7-Meter-Klasse Olympiasiegerin. Da die Heroine, deren Eigner und Skipper ihr Mann Charles Rivett-Carnac war, nach dem Rückzug des einzigen Konkurrenzbootes als einziges Boot am Wettbewerb teilnahm, genügte ihr in zwei Wettfahrten die Zieleinfahrt für den Gesamtsieg. Zur Crew der Heroine gehörten zudem Norman Bingley und Richard Dixon. Die Rivett-Carnacs waren das erste Ehepaar, das gemeinsam die Goldmedaille gewann. Ihre Urenkelin Cleone Rivett-Carnac gewann als Leichtathletin internationale Medaillen.